# HD75932
HD75932 — хімічно пекулярна зоря спектрального класу A1, що має видиму зоряну величину в смузі V приблизно  7,8.
Вона  розташована на відстані близько 483,2 світлових років від Сонця.